# Johann Friedrich Alberti
Pour les articles homonymes, voir Alberti.
Johann Friedrich Alberti, né le 11 janvier 1642 à  Tönning (Duché de Schleswig-Holstein-Gottorp) et décédé le 14 juin 1710 à Mersebourg (Duché de Saxe-Mersebourg) est un compositeur et organiste allemand.

## Biographie
Il reçoit l'enseignement de Werner Fabricius à Leipzig et de Vincenzo Albrici à Dresde puis devient organiste à la cathédrale de Mersebourg jusqu'en 1698 quand il est atteint de paralysie à la main droite à la suite d'une attaque cérébrale. Son élève Georg Friedrich Kauffmann lui succède comme organiste à la cathédrale et à la cour du Duc de Saxe.

## Œuvres
L'œuvre d'Alberti comprend des préludes chorals, 35 arrangements chorals, 12 ricercare et des œuvres de musique sacrée.
- Gelobet seist du
- Herzlich lieb hab' ich dich, O Herr
- O lux beata Trinitas ou Der du bist drei in Einigkeit
- Te Deum